# Ásbjörn
Ásbjörn ist ein männlicher isländischer Vorname.

## Herkunft und Bedeutung
Der Name ist eine jüngere isländische Variante des altnordischen Namens Ásbiǫrn, auf den verschiedene Varianten wie Asbjörn, Asbjørn usw. zurückgehen, mit der Bedeutung AS „Gott“ und BJÖRN „Bär“.

## Bekannte Namensträger
- Ásbjörn Björnsson (* 1962), isländischer Fußballspieler
- Ásbjörn Óttarsson (* 1962), isländischer Politiker
- Bubbi Morthens (eigentlich Ásbjörn Kristinsson Morthens, * 1956), isländischer Sänger und Liedermacher

## Literarische Figuren
- Gode Ásbjörn in der Finnboga saga ramma